# スーツ (企業)
株式会社スーツは、日本のコンサルティング会社である。

## 概要
株式会社スーツは、代表取締役社長CEO小松裕介が設立しチームのタスク管理·プロジェクト管理ツール「スーツアップ」を開発·運営。チームの生産性向上を支援する「スーツアップ」を通じて、効率的な働き方を実現することを目指す。

## 沿革
- 2014年12月 - 設立。
- 2015年5月 - 株式会社スーツ・リアルエステート（現・スーツ・ウェルス・マネジメント）設立。
- 2016年1月 - ソーシャルビジネスとして、竹炭クリエーターの南眞紀と株式会社TAKESUMI設立[2]。
- 2017年3月 - 渡瀬裕哉とパシフィック・アライアンス総研株式会社設立。
- 2018年1月 - パシフィック・アライアンス総研株式会社が、株式会社新東通信に対してA種優先株式による第三者割当増資を実施し、同社より資金調達を実施[3]。
- 2019年10月 - スイート・ベイジル株式会社代表取締役会長の尼崎勝司、JASDAQ上場企業の共同ピーアール株式会社及び東京大学大学院工学系研究科航空宇宙工学専攻教授の中須賀真一らと株式会社スペース・バジルを設立[4][5]。
- 2022年12月 - 新設分割により株式会社スーツの新設。
- 2023年4月 - マラトンキャピタルパートナーズ株式会社との資本業務提携[6]。
- 2023年9月 - スーツアップα版のサービス開始。[7]
- 2024年4月 - スーツアップβ版のサービスを開始。[8]
- 2024年6月 - mint、グリーベンチャーズ、SMBCベンチャーキャピタル及び株式会社GOF等より2億円の資金調達を実施[9]。

## これまでの事業
- 和光市広沢複合施設整備・運営事業[10](2019)

## メディア記事
- 2019年4月24日新・公民連携最前線PPPまちづくり「児童施設、保健センターなどの広沢複合施設PFI、和光市が約57億円で本契約」